# Uchabahá
Uchabahá /"its-talk-place-house."/, jedno od brojih starih gvatenalskih plemena koje spominje Popol Vuh da su s ostalim plemenima došli s Istoka. Prema Brasseuru de Bourbourgu, živjeli su kao i plemena Lamac, Cumatz, Tuhalhá, na rubu Sacapulasa.
Ime U Ch'ab'a Ja (vidi Allen J. Christenson) bi moglo značiti 'kuća strijala' “House of Arrows” na temelju riječi ch'ab', ili 'kuća govora' “House of Speech” prema riječi ch'ab'al. Fox (1978, 84-87) drži da je njihovo glavno naselje bilo Pacot, oko devet kilometara zapadno od Sacapulasa